# Ниландвил (Тексас)
Ниландвил (енгл. Neylandville) град је у америчкој савезној држави Тексас. По попису становништва из 2010. у њему је живело 97 становника.

## Демографија
Према попису становништва из 2010. у граду је живело 97 становника, што је 41 (73,2%) становника више него 2000. године.
| Група             | 2000.      | 2010.      |
| Белци             | 2 (3,6%)   | 40 (41,2%) |
| Афроамериканци    | 54 (96,4%) | 42 (43,3%) |
| Азијати           | 0 (0,0%)   | 0 (0,0%)   |
| Хиспаноамериканци | 0 (0,0%)   | 15 (15,5%) |
| Укупно            | 56         | 97         |